# Albergaria-a-Velha (gemeente)
Albergaria-a-Velha is een gemeente en stad in het Portugese district Aveiro.
De gemeente heeft een totale oppervlakte van 155 km² en telde 24.638 inwoners in 2001. Op 6 april 2011 heeft Albergaria-a-Velha stadsrechten gekregen.

## Plaatsen in de gemeente
de gemeente bestaat uit de volgende freguesias:
- Albergaria-a-Velha
- Alquerubim
- Angeja
- Branca
- Frossos
- Ribeira de Fráguas
- São João de Loure
- Valmaior